# 條斑擬無齒脂鯉
條斑擬無齒脂鯉（学名：Pseudocurimata patiae），為輻鰭魚綱脂鯉目脂鯉亞目無齒脂鯉科的其中一個種，分布於南美洲厄瓜多Dagua、San Juan與Atrato河流域，體長可達11.4公分，棲息在底層水域，以生活習性不明。